# Aïcha Koné

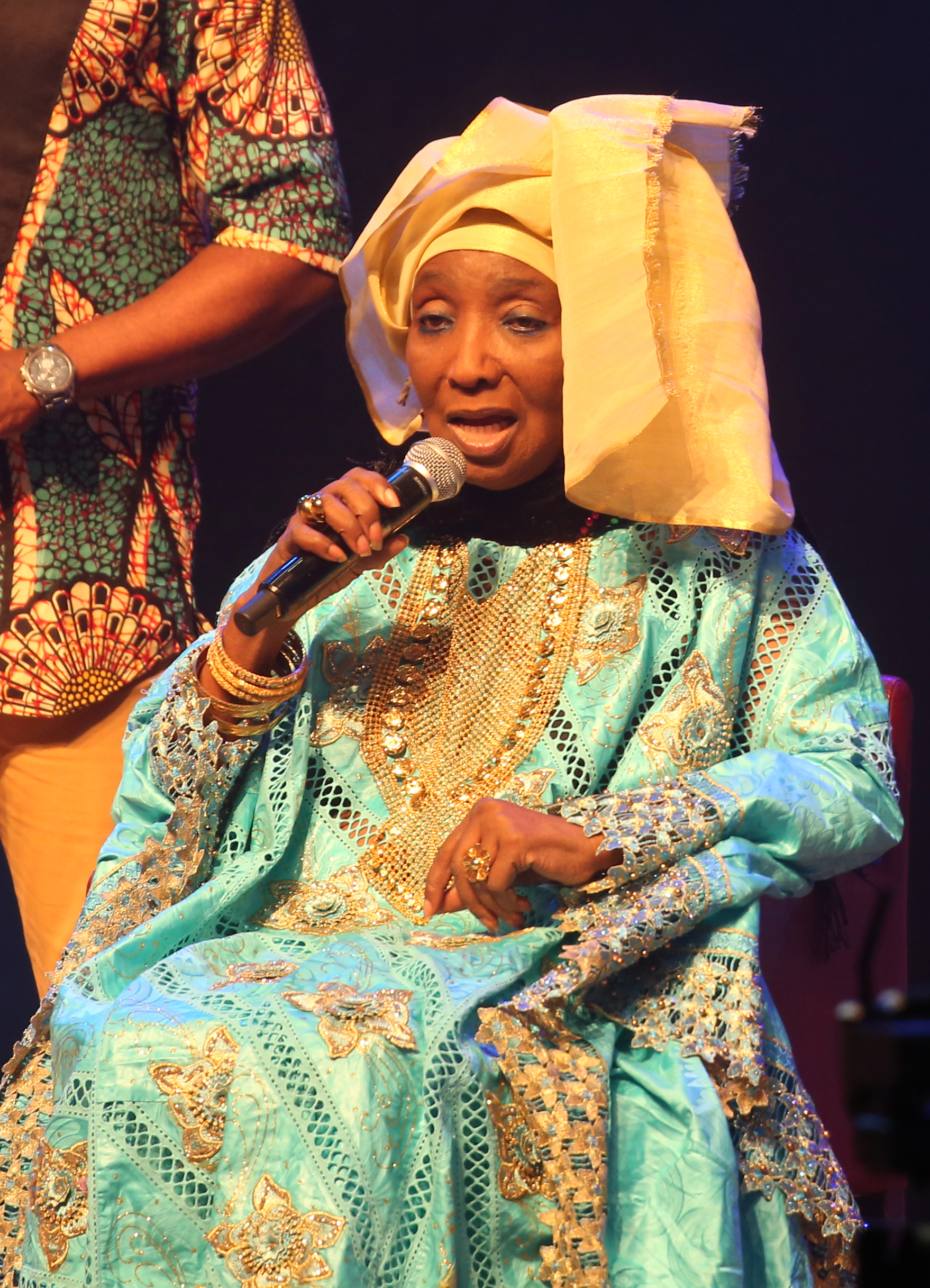
Aïcha Koné, 2024

Aïcha Koné (* 21. Mai 1957 in Abidjan) ist eine ivorische Sängerin. Die Texte ihrer Lieder sind in Bambara oder Manding geschrieben.

## Leben
Aïcha Koné wuchs in Gbon im Departement Boundiali, im Norden des Landes, auf. Als Tochter eines Arztes hatte sie einen schwierigen Start, da ihr Vater, Moussa Y. Koné, es ablehnte, dass seine Tochter einer musikalischen Karriere nachging.
Koné begann ihre musikalische Karriere in der Elfenbeinküste in dem l’Orchestre de la Radio Télévision Ivoirienne (ORTI), wo sie unter anderem als Chorleiterin unter der Leitung von Boncana Maïga engagiert wurde. Er stellte sie Georges Benson vor, dem damaligen Programmdirektor von Radio Télévision Ivoirienne (RTI), der sie dem breiten ivorischen Publikum bekannt machte und ihr Mentor und sogar ihr regelmäßiger Arrangeur bis zum Album Farafina Miria werden sollte. Koné traf mit anderen großen Meistern der afrikanischen Musik wie Manu Dibango zusammen, mit dem sie später zusammenarbeitete. Von ihren Jahren bei ORTI sagt Aicha Koné, dass sie ihr geholfen haben, „sich selbst zu organisieren und zu strukturieren“. Sehr früh wurde sie beeinflusst von der Südafrikanerin Miriam Makeba, die sie im guineischen Exil kennenlernte, und herausgefordert von den Mandolinen von Nana Mouskouri und den Gitarren von Enrico Macias mit orientalischen Akzenten, die sie an Mandingo-Musik erinnerten, veröffentlichte sie 1979 ihre erste Single Denikeleni.
Aïcha Koné hat sich in der afrikanischen Musikszene einen Namen gemacht. Sie hat sich in der afrikanischen Musikszene etabliert und tritt überall auf der Welt auf. Sie ist die einzige ivorische Sängerin, die zwei goldene Schallplatten und mehr als 45 Preise und Trophäen gewonnen hat.

## Auszeichnungen und Ehrungen
(Auswahl)
- 1989: Prix Ngomo pour la paix (Gesangspokal im ehemaligen Zaire, Ngomo-Friedenspreis)
- 2003: Goldener Löwe in Guinea
- 2005: Tamani d’honneur (Trophäe in Mali)
- 2008: Kunde d’honneur (Trophäe in Burkina Faso)

## Diskografie
Alben (Auswahl)
- 1979: Denikeleni
- 1980: Zata
- 1981: Baba tounouna
- 1982: Kamelemba
- 1982: Soleil
- 1983: Linda
- 1983: Narda
- 1984: Wodjoro
- 1986: Aminata, Dia
- 1988: Adouma
- 1990: Tchaga
- 1992: Poro Dance
- 1993: Mandingo Live from Cote d'ivoire
- 1994: Kanawa
- 1995: Alte à la guerre
- 1997: Consécration
- 2001: Le lion
- 2002: Ben Kadi
- 2004: Yiri Bâ
- 2006: Farafina Miria mit Beteiligung von Manu Dibango, Boris Bergman, Meiway
- 2010: Wassa mit Beteiligung von Thomas Tranchemontagne